# Москвы не бывает
«Москвы не бывает» — российский комедийный фантастический малобюджетный фильм режиссёра Дмитрия Фёдорова по сценарию Льва Рыжкова. Премьера фильма в России состоялась 3 октября 2020 в рамках программы «Спектр» 42-го Московского международного кинофестиваля. Сценарий — дебют журналиста Льва Рыжкова в полном метре.

## Сюжет
Сюжет фильма разворачивается в уединенном небольшом городе, обладающем загадочным названием. Местным «правителем» является бывший криминальный авторитет, известный как Толяныч. Он приобретает квартиру, принадлежавшую поэту-бомжу, и нанимает главного героя и его друга для её ремонта. Стены квартиры увешаны странными стихами, отрицающими реальность столицы. Появление гостя из Москвы меняет все представления Лехи, а также знакомство с загадочной Машей, у которой есть фотографии героя, оставшиеся из прошлого, оказываются переломным моментом.

## В ролях
- Иван Федотов — Леха
- Ольга Старченкова — Маша
- Александр Воробьёв — Толяныч
- Анатолий Горячев — Москвич, психолог Аркадий Михайлович
- Виталий Абдулов — Коча
- Анна Гуляренко — Валя, мать Лёхи
- Павел Сборщиков — Пятак
- Елена Ворончихина — Ксюха
- Наталья Платонова — Люба, вахтёр общежития
- Сергей Пахомов — Панк

## Съёмочная группа
- Режиссёр-постановщик — Дмитрий Фёдоров
- Автор сценария — Лев Рыжков
- Оператор-постановщик — Ян Вороновский
- Художник-постановщик — София Сладкова
- Художник по костюмам — Андрей Лихачёв
- Художник по гриму — Иоланда Гарибян
- Композиторы — Николай [Коляс] Жигулин
- Монтаж — Дмитрий Фёдоров, Алексей Архипов
- Звукорежиссёр — Олег Фёдоров, Алексей Архипов
- Второй режиссёр — Ольга Шафрановская, Юлиана Головченко
- Второй оператор — Александр Вартаньян
- Операторы стедикама — Роман Горелов
- Долли — Дмитрий Снятковский
- Директор — Илона Гайтян
- Заместитель директора — Вадим Кузнецов
- Исполнительный продюсер — Ольга Шафрановская
- Продюсеры — Алексей Архипов, Вадим Богданов

## Награды
Фильм приглашен в конкурсную программу фестиваля Fantaspoa 16 International Fantastic Film Festival of Porto — крупнейшего фестиваля жанрового кино в Латинской Америке.